# نیروگاه برق آبی کرمنچوک
نیروگاه برق آبی کرمنچوک (به لاتین: Kremenchuk Hydroelectric Power Plant) یک سد، نیروگاه برقابی، سد سلولی و عوارض جغرافیایی در اوکراین است که در استان کیرووهراد واقع شده‌است.